# Aglycon
Aglycone sind organische chemische Verbindungen. Der Aglyconrest R ist eine Nicht-Zucker-Komponente in einem Glycosid. Glycoside haben die allgemeine Struktur R–O–Z. 
Bei einem Aglycon ist die Glycosylgruppe des Glycosides durch ein Wasserstoffatom ersetzt.
Ein Synonym ist Genin, da die Bezeichnung des Aglycons meist auf genin endet. Ein Beispiel dafür ist Dioscin, ein Steroidglycosid oder Saponin. Es wurde zuerst in Dioscorea-Arten entdeckt und nach ihnen benannt. Das entsprechende Aglycon heißt Diosgenin und ist ein Steroidderivat.
Im Zusammenhang mit Anthocyanin-Glycosiden wird der zuckerfreie Anteil ebenfalls als Aglycon bezeichnet.
Beispiel: Idaein ist ein Cyanidin-3-Galactose-Glycosid; das Cyanidin wäre das Aglycon.

Apigenin: Aglycon
D-Glucose: ose
Apigetrin: Glycoside